# ATP Challenger Casablanca-2
Das ATP Challenger Casablanca-2 (offizieller Name: Morocco Tennis Tour Casablanca) war ein Tennisturnier in Casablanca, das 2015 zum ersten Mal ausgetragen wurde. Es war Teil der ATP Challenger Tour und wurde auf Sandplatz ausgetragen.

## Liste der Sieger

### Einzel
| Jahr | Sieger         | Finalgegner             | Ergebnis      |
| ---- | -------------- | ----------------------- | ------------- |
| 2016 | Maxime Janvier | Stefanos Tsitsipas      | 6:4, 6:0      |
| 2015 | Damir Džumhur  | Daniel Muñoz de la Nava | 3:6, 6:3, 6:2 |

### Doppel
| Jahr | Sieger                           | Finalgegner                      | Ergebnis |
| ---- | -------------------------------- | -------------------------------- | -------- |
| 2016 | Roman Jebavý Andrej Martin       | Dino Marcan Antonio Šančić       | 6:4, 6:2 |
| 2015 | Laurynas Grigelis Mohamed Safwat | Thiemo de Bakker Stephan Fransen | 6:4, 6:3 |